# Ellersinghuizen
Ellersinghuizen is een buurtschap in de gemeente Westerwolde in de provincie Groningen. Het ligt op een zandhoogte iets ten zuiden van het dorp Vlagtwedde aan de Ruiten-Aa. Ellersinghuizen heeft ongeveer 100 inwoners.

## Geschiedenis

### Ontstaan
De buurtschap werd vermoedelijk gesticht door nazaten van een zekere Ellert. In de 13e eeuw werd een eigen marke gesticht binnen het kerspel Vlagtwedde, die bestond uit 6 erven van elk 8 waardelen uit Onstwedde en Vlagtwedde. De marke bestond vooral uit zandheide (Ellersinghuizerveld), wat hoogveen en enkele bossen, waaronder het Metbroekbosch (ook Winselbosch) en het Gravenbrugs Bosch. De grenzen van de marke bestonden uit de Ruiten Aa en enkele kaarsrechte grenzen, die door zwetsloten werden begrensd. 
De naam van de buurtschap zelf wordt voor het eerst genoemd in 1475. In 1829 stonden er 12 huizen. 

### Ontginning
In 1845 en 1847 werd de marke verdeeld onder de toenmalige 8 boeren. Rond 1850 ontstond de eerste ontginningsweg, de huidige Harpelerweg. Daaraan ontstond in 1854 de buurtschap Harpel. De nieuwe akkers werden afgescheiden door houtwallen.
Tussen 1902 en 1935 werd het grootste deel van het Ellersinghuizerveld ontgonnen door boeren uit Noord- en Zuidbroek. In 1953 was de ontginning voltooid.

### Ruilverkaveling en natuurontwikkeling
Vervolgens werd het landschap grootschalig geëgaliseerd,  werden beken gekanaliseerd en houtwallen gekapt bij de ruilverkaveling 'Vlagtwedder essen', die in 1976 werd afgerond. Eind jaren 1980 werden bij de herinrichting de bestaande percelen verder vergroot. In het kader van de aanleg van de ecologische hoofdstructuur werd vervolgens tot 2013 een deel van het Ellersinghuizerveld omgevormd tot natuurgebied. Daarbij werden ook een aantal bij de ruilverkaveling gekanaliseerde meanders gehermeanderd, hetzij op een andere plek dan waar ze vroeger lagen. Een deel van het Ellersinghuizerveld werd afgegraven om hier kruidenrijke graslanden, een ven, natte heide te kunnen realiseren.

### Bebouwing
De bebouwing van Ellersinghuizen werd in de 20e eeuw uitgebreid richting de Weenderstraat.
In de buurtschap staat herberg de van Bommelhoeve, die gevestigd is in een Oldambtster boerderij, waar vanaf de jaren 1960 franciscaner zusters van het katholieke ziekenhuis Sint Lucas uit Winschoten in retraite gingen. Later kreeg de boerderij een recreatieve bestemming.

## Dikke eik

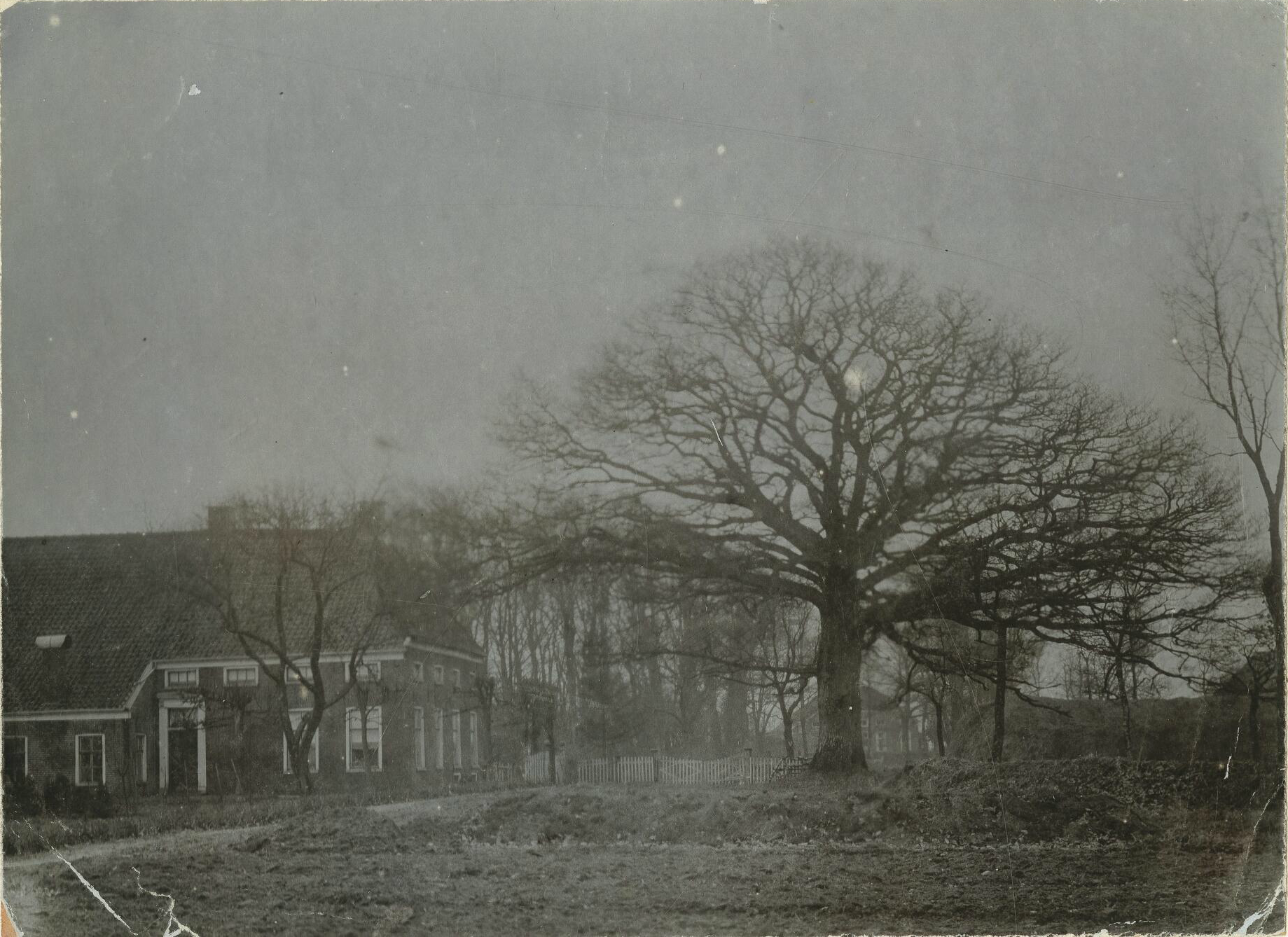
Hesse-eik bij de boerderij begin 20e eeuw

Bij de buurtschap stond aan de Dikke Eikweg vroeger de 'dikke eik', die een diameter had van 1,8 meter, een geschatte hoogte van 14 meter en een kruindiameter van 42 meter. De eik werd ook wel 'Hesse-eik' genoemd naar de plek van de eik; in de tuin van de boerderij van boer Harm Hesse. Vroeger werd gedacht dat het in vroeger tijden een gerichtseik geweest was. Later onderzoek heeft echter aangetoond dat de betreffende eik op zijn vroegst pas in de 17e eeuw werd geplant. Begin 20e eeuw was de eik behoorlijk verzwakt. Om de eik van de ondergang te redden werd de eik samen met 33 centiare grond in 1940 aangekocht door de stichting Het Groninger Landschap. De boerderij naast de eik werd vervolgens gesloopt in het kader van een ruilverkaveling. In 1948 trok de stichting de conclusie dat de eik niet levensvatbaar meer was en eigenlijk zou moeten worden omgehakt. In 1951 werd begonnen met de kap, maar natuurliefhebbers kwamen hiertegen in het geweer en de kap werd daarop stilgelegd. Twee dikke wortels waren toen echter al gesneuveld. De eik verloor daarop steeds meer blad en in 1965 werd dan ook gesteld dat de eik haar einde naderde. In 1972 werd gesteld dat de eik in feite afgestorven was. Er werd echter gewacht tot de eik volledig dood was, alvorens de eik uiteindelijk in 1975 werd gekapt.

## Gravenbrug
Nabij Ellersinghuizen ligt een voormalige meander van de Ruiten Aa. Deze werd in de middeleeuwen afgesneden met een 'graven'. Over deze afsnijding werd in de 12e eeuw de Gravenbrug gelegd. In 2008 werden hiervan palen teruggevonden die dendrochronologisch gedateerd werden op rond 1125. Daarmee is het de oudst bekende brug van Westerwolde. De es ernaast werd later hiernaar 'Gravenbrugsesch' genoemd.
Dorpen: Barnflair · Bellingwolde · Blijham · Bourtange · Jipsingboertange · Oudeschans · Over de Dijk · Sellingen · Ter Apel · Ter Apelkanaal · Veelerveen · Vlagtwedde · Vriescheloo · Wedde · Wedderheide · Zandberg (deels)

Buurtschappen: Agodorp · Borgertange · Borgerveld · Bovenstreek · De Bouwte · De Bruil · De Bult · Den Ham · De Heemen · De Lethe · De Maten · De Oerde · De Straat (Engelkes) · Draaijerij · Ellersinghuizen · Hanetange · Harpel · Hoorn · Hoornderveen · Jipsingboermussel · Jipsinghuizen · Kielhuppen · Klein-Ulsda · Klontjebuurt · Koudehoek · Lammerweg · Laude · Lauderbeetse · Lauderzwarteveen · Laudermarke · Leemdobben · Lieskemeer · Loosterheide · Lutje Ham · Lutjeloo · Morige · Munnekemoer · Nienoordstreekje · Oosteinde · Overdiep · Pallert · Plaggenborg · Poldert · Renneborg · Rhederbrug · Rhederveld · Rijsdam · Roelage · 't Schot · Sellingerbeetse · Sellingerzwarteveen · Slegge · Stakenborg · Stobben · Ter Borg · Ter Haar · Ter Walslage · Ter Wisch · Tjabbesstreek · Veele · Veendijk · Veerste Veldhuis · Verbindingsweg · Vlagtwedder-Veldhuis · Vogelzang · Voorwold · Wedderbergen · Wedderveer · Weende · Weite · Wessingtange · Westeind · De Westert · Winschoterhogebrug (deels) · Winschoterzijl (deels) · Wollingboermarke · Wollinghuizen · Zuidveld · Zandstroom

Groningen: Steden en dorpen      Nederland: Provincies · Gemeenten